# Psathyropus conspicua
Psathyropus conspicua is een hooiwagen uit de familie Sclerosomatidae.